# Spergula grandis
Spergula grandis är en nejlikväxtart som beskrevs av Christian Hendrik Persoon. 
Spergula grandis ingår i släktet spärglar, och familjen nejlikväxter. Inga underarter finns listade i Catalogue of Life.